# Mount Lola
Mount Lola är ett berg i Antarktis. Det ligger i Sydorkneyöarna. Argentina och Storbritannien gör anspråk på området. Toppen på Mount Lola är 170 meter över havet, eller 162 meter över den omgivande terrängen. Bergets bas är 0,21 km bred.
Terrängen runt Mount Lola är lite kuperad. Havet är nära Lola åt nordväst. området är obefolkat. 